# NELT
NELT(영어: Nengyule English Level Test)는 유아동 및 청소년을 위한 영어 시험의 하나로, 2021년부터 NE능률이 주관한다.

## 구성
- 종합 테스트 : 어휘, 문법, 듣기, 독해
- 선택형 테스트 : 어휘, 문법

## 같이 보기
- G-TELP Jr.
- TOEFL Junior
- TOEFL Primary
- TOEIC Bridge
- JET
- VPEAT